# Archibald Primrose
Archibald Philip Primrose (ur. 7 maja 1847 w Londynie, zm. 21 maja 1929 w Epsom, Surrey) – premier Wielkiej Brytanii w latach 1894–1895. Polityk Partii Liberalnej. Objął urząd po rezygnacji Gladstone’a. Wcześniej był ministrem spraw zagranicznych w jego gabinetach w latach 1886 r. i w latach 1892–1894.

## Wczesne lata życia
Był jedynym synem Archibalda Primrose’a, lorda Dalmeny (syna i dziedzica 4. hrabiego Rosebery), i lady Catherine Stanhope, córki 4. hrabiego Stanhope. Po śmierci ojca w 1851 r. Archibald odziedziczył tytuł grzecznościowy lorda Dalmeny i został dziedzicem tytułu hrabiego Rosebery.
Przyszły premier kształcił się w lokalnych szkołach w Hertfordshire i Brighton. W latach 1860–1865 uczęszczał do Eton College. Następnie do 1869 r. studiował w Christ Church na Uniwersytecie Oksfordzkim. Podczas studiów wytyczył sobie trzy cele w życiu: poślubić dziedziczkę, wejść w posiadanie konia, który wygra Derby, oraz zostać premierem. Udało mu się zrealizować wszystkie trzy postanowienia.
Po śmierci dziadka w 1868 r. Archibald odziedziczył tytuł 5. hrabiego Rosebery i zasiadł w Izbie Lordów. W 1873 r. odwiedził Stany Zjednoczone. W 1878 r. poślubił Hannah Rothschild, najbogatszą pannę w Anglii. Dzięki temu małżeństwu stał się właścicielem stajni Mentmore and Crafton Studs. Pochodzące z tej stajni konie trzykrotnie wygrywały wyścig Epsom Derby.
Lord Rosebery był również związany z piłką nożną. Przez wiele lat był honorowym prezesem Scottish Football Association oraz klubu Heart of Midlothian F.C. W tym czasie reprezentacja Szkocji w piłce nożnej często grała w jasnożółtych i różowych barwach (Rosebery colours). W 1882 r. ufundował Rosebery Charity Cup, o który grały drużyny ze wschodniej Szkocji do 1945 r.

## Kariera polityczna
W 1879 r. Rosebery sfinansował i poprowadził kampanię wyborczą Williama Ewarta Gladstone’a w okręgu Midlothian (tzw. Midlothian Campaign). Wkrótce po tym, jak Gladstone został w 1880 r. premierem, Rosebery otrzymał w 1881 r. stanowisko podsekretarza stanu w Ministerstwie Spraw Wewnętrznych. W 1885 r. został na krótko członkiem gabinetu jako pierwszy komisarz ds. prac publicznych i lord tajnej pieczęci.
Przez pół roku w 1886 r. był ministrem spraw zagranicznych. Ponownie zajmował to stanowisko w latach 1892–1894. Podczas swojej drugiej kadencji dał się poznać jako zwolennik ekspansji kolonialnej w Afryce. W tym czasie doszło do brytyjsko-francuskiego sporu o Ugandę, która w 1894 r. stała się kolonią Wielkiej Brytanii.
Kiedy w 1894 r. Gladstone odszedł na emeryturę, Rosebery stanął na czele rządu i Partii Liberalnej. Za jego urzędowania narastał konflikt między imperialistycznym skrzydłem Partii Liberalnej reprezentowanym m.in. przez samego premiera, a bardziej umiarkowanym, w skład którego wchodził m.in. kanclerz skarbu William Vernon Harcourt. Rosebery podał rząd do dymisji w czerwcu 1895 r. Jeszcze przez rok pozostał liderem Partii Liberalnej.

## Ostatnie lata
W następnych latach Rosebery oddalał się od Partii Liberalnej. Poparł m.in. II wojnę burską oraz sprzeciwiał się przyznaniu Irlandii autonomii. Krytykował poczynania liberalnych rządów Henry’ego Campbella-Bannermana i Herberta Henry’ego Asquitha. Skrytykował również „budżet ludowy”, przedstawiony w 1909 r. przez Davida Lloyda George’a. Po uchwaleniu Parliament Act w 1911 r., który znacznie ograniczał kompetencje Izby Lordów, Rosebery wycofał się z czynnego życia politycznego.
Po wycofaniu się z polityki Rosebery poświęcił się pisarstwu. Napisał biografie m.in. lorda Chathama, Napoleona Bonaparte i lorda Randolpha Churchilla.
Lord Rosebery zmarł w 1929 r. Tytuł parowski odziedziczył jego najstarszy syn, Harry.

## Życie prywatne

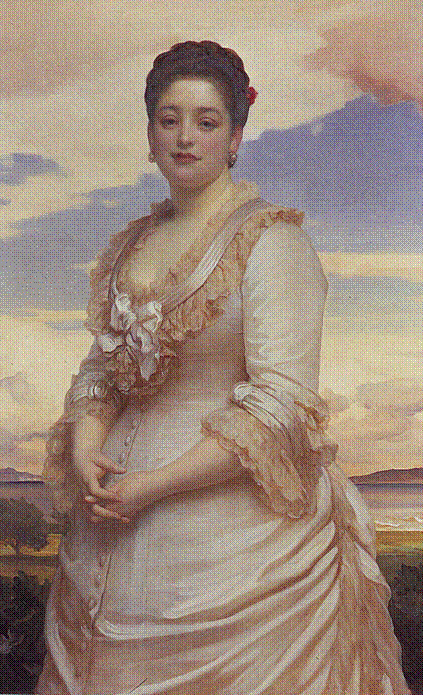
Hannah Primrose

20 marca 1878 w Londynie poślubił Hannę de Rothschild (27 lipca 1851 – 19 listopada 1890), córkę i dziedziczkę barona Mayera de Rothschild i Juliany Cohen. W ceremonii ślubnej uczestniczyli książę Walii i naczelny dowódca wojsk brytyjskich książę Cambridge. Archibald i Hannah mieli razem dwóch synów i dwie córki:
- Sybil Myra Caroline Primrose (1879–1955), żona Charlesa Granta, miała dzieci
- Margaret Primrose (ur. 1881), żona Roberta Crewe-Milnesa, 1. markiza Crewe, miała dzieci
- Albert Edward Harry Meyer Archibald Primrose (8 stycznia 1882 – 31 maja 1974), 6. hrabia Rosebery, miał dzieci
- Neil James Archibald Primrose (14 grudnia 1882 – 15 listopada 1917), miał dzieci

Po śmierci Hanny, która zmarła w 1890 r. na dur brzuszny, spekulowano, że Rosebery poślubi księżniczkę Helenę, wdowę po księciu Albany, młodszym synu królowej Wiktorii.

## Gabinet lorda Rosebery’ego, marzec 1894 – czerwiec 1895
- premier, pierwszy lord skarbu, lord przewodniczący Rady: Archibald Primrose, 5. hrabia Rosebery
- lord kanclerz: Farrer Herschell, 1. baron Herschell
- lord tajnej pieczęci: Edward Marjoribanks, 2. baron Tweedmouth
- minister spraw wewnętrznych: Herbert Henry Asquith
- minister spraw zagranicznych: John Wodehouse, 1. hrabia Kimberley
- minister kolonii: George Robinson, 1. markiz Ripon
- minister wojny: Henry Campbell-Bannerman
- minister ds. Indii: Henry Fowler
- kanclerz skarbu: William Vernon Harcourt
- pierwszy lord Admiralicji: John Spencer, 5. hrabia Spencer
- przewodniczący Zarządu Handlu: Anthony Mundella
- poczmistrz generalny: Arnold Morley
- przewodniczący Rady Samorządu Lokalnego: George Shaw-Lefevre
- kanclerz Księstwa Lancaster: James Bryce
- główny sekretarz Irlandii: John Morley
- minister ds. Szkocji: George Trevelyan
- wiceprzewodniczący Komitetu Edukacji: Arthur Acland

Zmiany
- maj 1894 r. – James Bryce zastępuje Anthony’ego Mundellę na stanowisku przewodniczącego Zarządu Handlu, lord Tweedmouth zastępuje Bryce’a na stanowisku Kanclerza Księstwa Lancaster, pozostając jednocześnie na stanowisku lorda tajnej pieczęci